# Mikke van Hool
Mikke van Hool (ur. 5 listopada 1967 roku w Heist op den Berg) – belgijski kierowca wyścigowy.

## Kariera
Van Hool rozpoczął karierę w wyścigach samochodowych w 1989 roku od startów w Holenderskiej Formule Ford 1600, gdzie jednak nie był klasyfikowany. W późniejszych latach pojawiał się także w stawce Francuskiej Formuły 3, Brytyjskiej Formuły 3, Grand Prix Makau, World Cup Formula 3000 - Moosehead GP, Brytyjskiej Formuły 2, Formuły 3000 oraz Belgian GT Championship.
W Formule 3000 Belg startował w latach 1994-1995. Jednak w żadnym z czternastu wyścigów, w których wystartował, nie zdobywał punktów. Został sklasyfikowany odpowiednio na 24 i dwudziestej pozycji w końcowej klasyfikacji kierowców.